# Crotalaria glauca
Crotalaria glauca är en ärtväxtart som beskrevs av Carl Ludwig von Willdenow. Crotalaria glauca ingår i släktet sunnhampor, och familjen ärtväxter. Inga underarter finns listade i Catalogue of Life.